# Agnes Kant
Agnes Catharina Kant (ur. 20 stycznia 1967 w Hessisch Oldendorf) – holenderska polityk, deputowana do Tweede Kamer, od 2008 do 2010 lider Partii Socjalistycznej.

## Życiorys
Urodziła się na terenie RFN, gdzie jej rodzice pracowali jako nauczyciele w szkole dla dzieci holenderskich żołnierzy służących w ramach sił NATO. Absolwentka medycyny na Katholieke Universiteit Nijmegen (1989), doktoryzowała się na tej samej uczelni w 1997. Pracowała na tym uniwersytecie w latach 1989–1994.
W 1989 wstąpiła do Partii Socjalistycznej, rok później stanęła na czele jej struktur w Doesburgu. W latach 1994–1998 była radną tej miejscowości i jednocześnie etatową działaczką partyjną. W 1998 po raz pierwszy wybrana do Tweede Kamer, do niższej izby Stanów Generalnych wybierana ponownie w 2002, 2003 i 2006. Od 1998 była sekretarzem grupy poselskiej swojego ugrupowania. W czerwcu 2008 została liderem politycznym Partii Socjalistycznej, zastępując jej wieloletniego przywódcę Jana Marijnissena. Objęła wówczas również funkcję przewodniczącej klubu deputowanych partii.
Zrezygnowała z tych stanowisk w marcu 2010 po słabych wynikach ugrupowania w wyborach lokalnych. Nie ubiegała się o poselską reelekcję, wycofując się z aktywności politycznej. Od 2011 zawodowo związana z Lareb, farmaceutycznym centrum badawczym z siedzibą w ’s-Hertogenbosch. W 2013 została dyrektorem w tej instytucji.
Zamężna od 1990, ma dwie córki.